# 愛媛県総合教育センター
愛媛県総合教育センター（えひめけんそうごうきょういくセンター）は、愛媛県が設置する教育に関する研究及び教育関係職員の研修を行う機関である。

## 概要
愛媛県総合教育センターは愛媛県における教育に関する専門的技術的事項の調査研究及び教職員の研修の実施並びに視聴覚センター、特別支援教育センター及び幼児教育センターにおける愛媛県民への教育情報の提供及び教育相談の実施を行うことを目的として設置され、1982年愛媛県教育センターから現在の名称に改称される。

## 所在地
- 愛媛県総合教育センター - 愛媛県松山市上野町甲650

## 事業
事業内容は下記の通りである。
1. 教育に関する専門的、技術的事項の調査及び研究に関すること。
2. 教職員の研修に関すること
3. 教育相談に関すること
4. 教育に関する資料及び情報の収集及び整備並びに提供に関すること
5. 調査及び研究結果の公表に関すること
6. 視聴覚資料の利用に関すること

## 沿革
- 1948年（昭和23年）12月 愛媛県教育研究所を設置
- 1957年（昭和32年）4月 愛媛県立教育研究所と改称
- 1962年（昭和37年）4月 愛媛県立理科教育センター設置
- 1966年（昭和41年）4月 愛媛県立教育研究所と愛媛県立理科教育センターを統合して愛媛県教育センターと改称
- 1982年（昭和57年）4月 愛媛県総合教育センターと改称

## 組織
- 総務課
  - 庶務係
- 教育開発部
  - 企画開発室
  - 情報教育室（視聴覚センター）
  - 教科教育室
- 相談支援部
  - 教育相談室（幼児教育センター）
  - 特別支援教育室（特別支援教育センター）
  - 教職支援室